# David Wetherall
Pour les articles homonymes, voir Wetherall.
David Wetherall est un footballeur puis entraîneur anglais, né le 14 mars 1971 à Sheffield, Angleterre. Évoluant au poste de défenseur, il n'a porté le maillot que de deux clubs dans toute sa carrière : Leeds United et Bradford City, ce dernier club qu'il a aussi entraîne à l'occasion de deux intérims.

## Biographie

### Carrière de joueur
Natif de Sheffield, il grandit en supportant Wednesday, club au sein duquel il est formé. Mais avant même d'avoir pu jouer un match officiel pour les Owls, il est transféré à Leeds United où il joue plus de 200 matches en championnat, répartis sur 8 saisons. Il y connaît ses premières confrontations européennes, jouant 4 matches de Coupe UEFA.
Il rejoint ensuite Bradford City pour un transfert record pour l'époque pour le club de 1 400 000£. Il y devient rapidement un élément clé, jouant notamment toutes les minutes de tous les matches de championnat lors se première saison au club. Il y joue 3 confrontations européennes, en Coupe Intertoto. Il reste ensuite fidèle au club malgré la relégation de Premier League, et devient même capitaine du club après le départ de Stuart McCall. Il est nommé Joueur de l'année par les supporteurs du club à l'issue de la saison 2005-06.
Il connaît d'autres relégations qui l'amènent en League One en 2004 puis en League Two en 2007 et joue son dernier match le 3 mai 2008 contre Wycombe Wanderers, ayant porté le maillot des Bantams plus de 300 fois.

### Carrière d'entraîneur
Dès sa retraite de joueur, il intègre l'encadrement technique de Bradford City, assurant même l'intérim à la tête du club à deux occasions, la première fois de manière collective après le départ de Nicky Law (en) en novembre 2003. Accompagné de Peter Atherton, Dean Windass et de Wayne Jacobs (en) (qui assumait officiellement la charge), il dirige l'équipe pour un match, perdu 0-1 contre Stoke City.
Il est nommé une deuxième fois pour assurer l'intérim, mais cette fois-ci seul, le 12 février 2007 après le renvoi de Colin Todd. Il restera à la tête du club jusqu'au 22 mai 2007, dirigeant 14 matches (pour 2 victoires, 4 nuls et 8 défaites). Il a finalement quitté le club en 2011 pour prendre des responsabilités directement auprès de l'English Football League, plus précisément envers les actions de formation.
Il fait partie du temple de la renommée de l'association Show Racism the Red Card (en) depuis décembre 2007, pour souligner son engagement dans les campagnes anti-racistes, engagement qui date de sa période à Leeds United avec son coéquipier Gunnar Halle. 